# Quitèria Hermínia Gómez Serra
Quitèria Hermínia Gómez Serra (Almassora, Plana Alta, 27 de març de 1891 - Ventimiglia, Itàlia, 15 d'octubre de 1977) fou una cantant d'òpera valenciana. Fou la millor soprano que mai ha donat la província de Castelló, i una de les millors del País Valencià; i en els moments de la seva màxima esplendor també una de les millors d'Espanya.

## Primers anys i formació
Filla del fuster Tomàs Gómez Albert i de Dolores Serra Ballester, nasqué al carrer de sant Marc d'Almassora (Castelló de la Plana) el 27 de març de 1891. Als tres anys, la seua veu ja tenia qualitats extraordinàries. Els oficis religiosos i les sarsueles que representaven un grup de joves aficionats de la localitat al Casino de Moles i al Teatre Serra foren les seues primeres actuacions.
Aquelles actuacions motivaren que el professor de música de la xiqueta, D. Federico Agut, aconsellara i convencera els seus pares, amb l'ajuda econòmica dels seus oncles n'Antònia i Enric Ballester, que la deixaren anar al Conservatori de València per a estudiar música i perfeccionar les grans dots naturals de la seua veu. Així, el 1906, amb 15 anys, es traslladà amb la seua familia a València. Allí estudià cant amb el professor Lamberto Alonso i es formà com a soprano, intervenint assíduament en les audicions que es feien al Conservatori, com a la millor alumna.

## Carrera operística
El 1909 fou requerida pel Governador Civil de Castelló per a participar en un acte a celebrar a la plaça de bous de Castelló, per recaptar fons per ajudar els soldats que estaven lluitant al Marroc. Aquella actuació provocà un gran entusiasme en escoltar amb la veu de la jove Hermínia Gómez fragments d'Il barbiere di Siviglia, Rigoletto i el vals Dinorah. L'actuació agradà tant al Governador Militar que li la feu repetir a la nit següent al seu palau. I el Governador Civil quedà tan meravellat de la seva veu que exigí a la Diputació que li donara una pensió de 1.500 pessetes per a continuar els seus estudis al Conservatori.
Sense haver acabat la carrera, el 1910, actuà al Teatre Principal de València amb unes òperes completesː l'1 i el 2 de novembre amb Les Pêcheurs de perles i el 8 de novembre amb Rigoletto, un èxit personal d'Hermínia, segons els crítics. Seguidament interpretà les mateixes òperes a Castelló.
El gener de 1911, es desplaçà a Milà, perquè els millors professors de cant, Melchor Vidal i Antonio Rupnick, li donaren lliçons de perfeccionament musical. En juliol donà una audició al teatre La Scala de Milà, en presència dels grans empresaris teatrals italians. I fruit d'eixa actuació fou contractada per a debutar amb Rigoletto al teatre Aníbal Caro de Civita-nova, el 18 d'agost de 1911. La premsa italiana l'elogià efusivament, pronosticant-li ser una inevitable i pròxima celebritat mundial.
Després d'aquesta actuació, començà una gira exitosa i decisiva per a la seua carrera. Triomfà als coliseus europeus de Venecia, Brescia i Pavia. A Florència, actuà al Teatre Verdi amb Il barbiere di Siviglia, on l'empresa contractà per a l'ocasió Titta Ruffo, un dels tenors més famosos de l'època, perquè cantara amb Hermínia Gómez Serra, la spagnoletta.
Seguidament, regressà a Castelló, el maig de 1912, a petició del gran nombre d'admiradors que tenia a la seua terra i actuà al Teatre d'Estiu de la plaça de bous, plena a rebentar, interpretant Rigoletto i El Barber de Sevilla. Al mes de juliol intervingué en la recepció que se li feu a la Infanta Isabel, al casino antic de Castelló, sent molt elogiada per la Infanta.
A l'agost regressà a Itàlia, on triomfà als teatres de Modena, Messina, Catanzaro, Revere i Ravena. Aleshores rebutjà una petició del Liceu de Barcelona perquè estava més interessada en un projecte de gira per Amèrica. En abril de 1913 viatjà a Lisboa, on el diari El Comercio digué que era una de les millors sopranos que havia actuat a Lisboa.
En novembre de 1913 estigué sis mesos consecutius al Teatre Real de La Valetta (Malta) amb un èxit sense precedents. S'hi conta que els espectadors li llançaven coloms a l'escenari, una demostració d'entusiasme mai no vista fins aleshores. Aquell fou el moment més espectacular de la seua carrera. En 1914 actuà a Egipte, on Cantà a Alexandria, Port-Saïd i El Caire. I allí els sorprengué, a ella i el germà que sempre l'acompanyava, la Primera Guerra Mundial.
El retorn fou molt trist per a l'artista quan comprovà que tots els teatres d'òpera europeus amb els quals Hermínia Gómez Serra tenia contracte romanien tancats. La companyia tornà a Espanya. Encara actuà al Teatre Campoamor d’Oviedo i al Principal de València. Els seus admiradors no sabien que aquestes serien les últimes actuacions operístiques de l'artista estimada. Després, amb el pseudònim d'Elena Serra acceptà viatjar amb la companyia del mestre Penella per interpretar sarsueles i revistes de gira per Amèrica. Avergonyida d'haver de renunciar a l'òpera, no desitjava que associaren el seu nom vertader amb les peces musicals que aleshores es veia obligada a interpretar per no deixar la música. Tot i això encara`pogué interpretar diverses òperes, com Rigoletto i El barber de Sevilla.
En maig de 1917, intervingué en un acte en honor de l'exiliat rei de Bèlgica, Alberto, dient d'ella la premsa bonaerenca que era una digna continuadora de les millors sopranos espanyoles. Aquell any, perdudes les esperances de tornar a l'òpera i a Europa, emmalaltí d'una crisi nerviosa que la dugué a la depressió. El matrimoni amb Guido Corneo, un home de negocis antic conegut d'Hermínia Gómez, i el naixement de tres fills, aconseguiren recuperar-la de la malaltia, però mai no tornà al món de l'òpera.
Els últims anys de la seua vida els passà a Ventimiglia, des d'on remeté a la Diputació de Castelló una quantitat de diners agraïda per l'ajuda rebuda en la seua joventut. Dels llocs on actuava enviava puntualment postals als familiars, amics i coneguts almassorins que seguien les gires i els èxits de l'artista local, que veié truncada la seua carrera operística per la guerra.

## Reconeixement i memòria
La novel·la Diva, de Pascual Mas i Usó, novel·la la vida d'Herminia Gómez, La Spagnoletta, a qui la 1a Guerra Mundial escapça una brilant carrera operística.
A l'octubre de 2016, l'Ajuntament acordà retre-li un homenatge en el 125è aniversari del seu naixement, col·locant una placa al peu de la seua casa natalícia; també s'organitzà una exposició sobre la vida de l'artista i un concert d'homenatge. (Els materials de l'exposició foren facilitats per l'investigador local Francesc Agut, amb la col·laboració de Fàtima Agut, Margarita Serra i Joan Edo).

## Òperes en què cantà
- Il barbiere di Siviglia, de Gioachino Rossini.
- La Traviata, de Giuseppe Verdi.
- Rigoletto, de Giuseppe Verdi.
- Les Pêcheurs de perles, de George Bizet.
- Lucia de Lammermmoor, de Gaetano Donizetti.
- La Sonnambula, de Vicenzo Bellini.